# Oumazza
Oumazza (en àrab أم عزة, Umm ʿAzza; en amazic ⵓⵎⴰⵣⵣⴰ) és una comuna rural de la prefectura de Skhirate-Témara, a la regió de Rabat-Salé-Kenitra, al Marroc. Segons el cens de 2014 tenia una població total de 6.197 persones.